# خوان كروز
خوان كروز (بالإسبانية: Juan Cruz Alvaro Armada)‏ (28 يوليو 1992 مدريد إسبانيا - ) هو لاعب كرة قدم إسباني يلعب كمدافع.

## روابط خارجية
- خوان كروز على موقع الاتحاد الأوربي (الإنجليزية)
- خوان كروز على موقع قاعدة بيانات كرة القدم.إي يو (الإنجليزية)
- خوان كروز على موقع Soccerway.com (الإنجليزية)
- خوان كروز على موقع عالم كرة القدم.نت (الإنجليزية)